# Präsidentenpalast (Ljubljana)

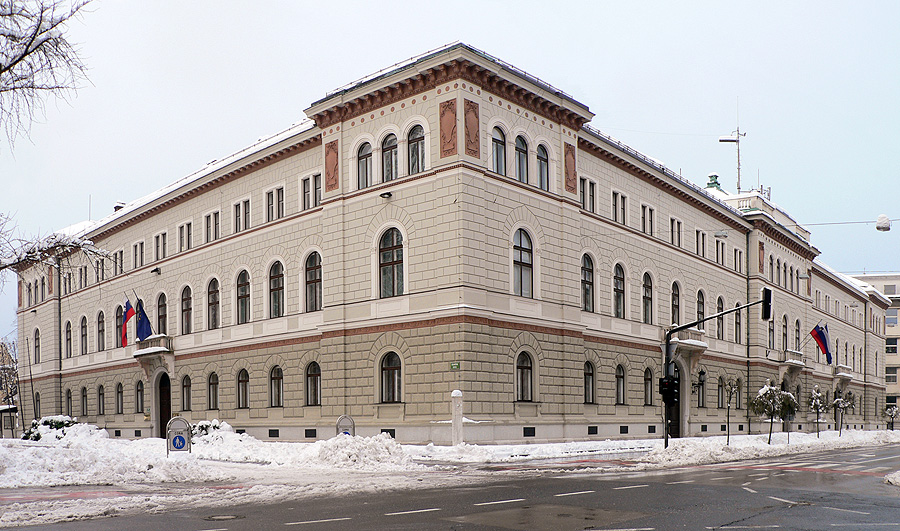
Der Präsidentenpalast in Ljubljana

Der Präsidentenpalast (slowenisch Predsedniška palača) in der Altstadt von Ljubljana ist der Amtssitz des Präsidenten von Slowenien. Er wurde 1895 bis 1897 vom Architekten Emil Förster im Neurenaissancestil erbaut. Während der österreichischen und jugoslawischen Herrschaft diente er als Regierungspalast.

## Geschichte

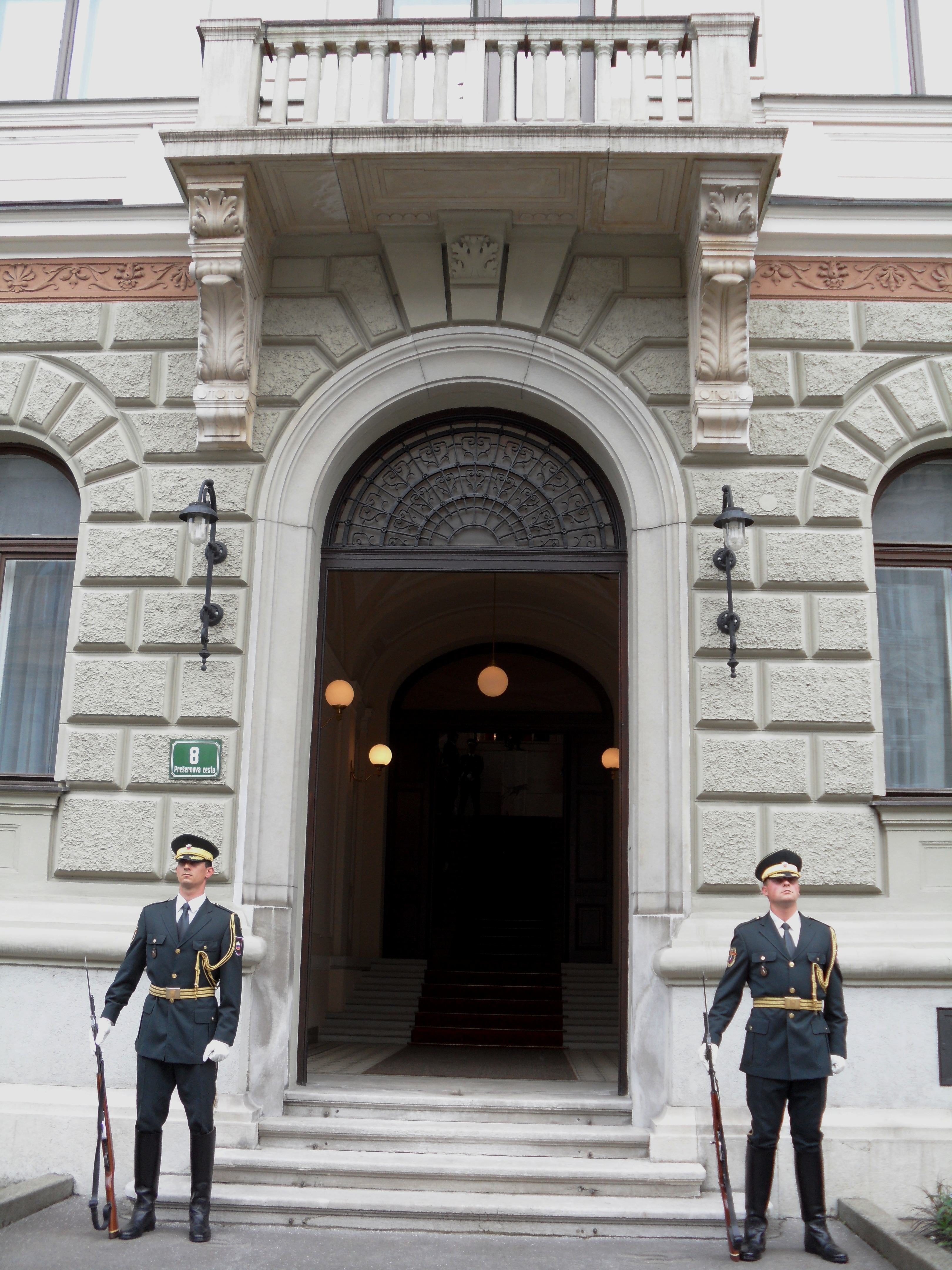
Ehrengarde am Präsidentenpalast

Das Gebäude wurde zwischen 1895 und 1897 nach Plänen des Architekten Emil von Förster als Sitz der österreichisch-ungarischen Behörden der Krain erbaut. Zu jener Zeit wurde das Gebäude Regierungspalast (slowenisch Vladna palača) genannt. Es steht zwischen der Prešernova cesta, der Erjavčeva cesta und der Gregorčičeva ulica im Laibacher Stadtbezirk Center.
Nach 1918 wurde es Sitz der slowenischen Provinzregierung innerhalb des Königreichs Jugoslawien. Nach dem Zweiten Weltkrieg wurde es Sitz des Bürgermeisters von Ljubljana, des Verfassungsgerichtes und ab 1975 des Exekutivrates der Sozialistischen Republik Slowenien innerhalb der Sozialistischen Föderativen Republik Jugoslawien.  Seit 1993 sind der Präsident der Republik Slowenien, sein Büro und das Generalsekretariat der slowenischen Regierung im Präsidentenpalast untergebracht.

## Architektur
Das große zweistöckige Gebäude ist im Neorenaissancestil erbaut. Die Seitenfassaden sind ebenerdig und zweigeschossig, die Hoffassade eingeschossig. Der Haupteingang öffnet sich zur Prešerenstraße und ist mit Allegorien der Macht und des Rechts geschmückt. Die Statue wurde vom Wiener Bildhauer Josef Beyer geschaffen. Auf jeder Seite befindet sich daneben ein Seiteneingang. Es gibt auch Eingänge von der Erjavčevastraße und der Gregorčičevastraße. Die Gebäudeecken werden durch Türme hervorgehoben. Es hat zwei Innenhöfe und einen großen Saal. Im Inneren des Gebäudes befinden sich große Gemälde von Gojmir Anton Kos mit Motiven aus der slowenischen Geschichte.